# Academia preparatoria Prufrock
La Academia preparatoria Prufrock es una escuela ficticia en Una academia muy austera, la quinta novela en Una serie de catastróficas desdichas de Lemony Snicket. Nombrándola así por La Canción de Amor de J. Alfred Prufrock (The Love Song of J. Alfred Prufrock) por T.S. Eliot, la escuela contiene una cafetería, un cobertizo, un edificio administrativo y un teatro en el que el Subdirector Nerón presenta sus recitales de mala fama. Su lema inscrito en el arco que se encuentra a la entrada de la escuela es "Memento Mori" que significa "Recuerda que Morirás".
Hay un dormitorios que tienen la forma de un dedo del pie gigante los cuales están hechos completamente de piedra, los estudiantes deben tener permiso de sus padres para dormir ahí. Dentro del dormitorio hay una sala, un cuarto de juego y una gran biblioteca. Todos los estudiantes tienen sus propias habitaciones y un tazón de frutas cada miércoles. Si no se consiguen los permisos de los padres o tutores que los Baudelaire, los personajes principales de la serie, no pueden conseguir porque son huérfanos, los alumnos son forzados a dormir en el Cobertizo de los Huérfanos. 
El cobertizo en el que los huérfanos Baudelaire vivieron durante su estancia en la Academia Prufrock era llamado "El Cobertizo de los Huérfanos" desde que Duncan e Isadora Quagmire (dos huérfanos) vivían allí. Usaban paja como colchón, diminutos cangrejos rastreros, las paredes eran horribles y tenía hongos goteantes que caían del techo. 

La escuela tiene un número de reglas estrictas y algo extrañas, irracionalmente similares a las de sus tutores anteriores, creadas por el Subdirector Nerón. Si un alumno llega tarde, se les atarán sus manos a la hora de la comida. Si llegan tarde a la comida no tendrán vaso para beber (y las bebidas se sirverán en la bandeja). Si se entra al edificio administrativo se castiga quitándoles los cubiertos. Los que no se presenten en el concierto nocturno de seis horas del Subdirector Nerón se les castigará comprándole una bolsa de dulces a Nerón y lo verán comérselas.
Los Baudelaires son enviadosa a vivir a la Academia Prufrock en Una academia muy austera. Mientras que Klaus y Violet son estudiantes a Sunny le dan el trabajo menos agraciado de secretaría del Subdirecto Nerón, un desagradable e ignorante hombre. Dos compañeros y huérfanos, Duncan e Isadora Quagmire, se hacen amigos de los Baudelaire y son figura prominente en algunos de los siguientes libros. Carmelita Polainas, otra estudiante, molesta y se burla de los Baudelaire y de los Quagmire de una forma despiadada durante su estancia en la escuela, ella también aparece en varios libros.
Ha habido algunos rumores que dicen que la Academia Prufrock es una escuela de entrenamiento para miembros de V.F.D. El Subdirector Nerón ha mencionado que un tazón de frutas frescas es colocado en cada dormitorio todos los miércoles, lo cual hace una posible referencia al tazón de azúcar o azucarero. Sin embargo, estas son especulaciones que aún están en espera de ser confirmadas.
En Una academia muy austera el Conde Olaf se disfraza como el "Entrenador Genghis", un nuevo miembro de la facultad en Prufrock, para así secuestrar a los Baudelaire de la escuela y robarles su fortuna. Debido a un cambio de turno de los Baudelaire y los Quagmire, Olaf termina secuestrando a Isadora y a Duncan en lugar de a los Baudelaire.

## Personal
- Subdirector Nerón
- Sr. Remora
- Sra. Bass
- Sra. Tench
- Sra. K
- Dos Trabajadoras de la cafetería
- Entrenador Genghis
- También existe un misterioso personaje en la biblioteca — haciendo referencia a Lemony Snicket: La Autobiografía No Autorizada — que viste una colección variada de ropa y hace una pregunta del libro Ramona Quimby, age 8, aparentemente una manera de identificar a otros miembros de V.F.D..

## Estudiantes
- Carmelita Polainas
- Duncan e Isadora Quagmire
- Violet Baudelaire
- Klaus Baudelaire
- Sunny Baudelaire
- Lemony Snicket (posiblemente)
- Jacques Snicket (posiblemente)
- Kit Snicket (posiblemente)
- Beatrice (posiblemente)
- Conde Olaf(serie de televisión)
- Larry-tu-mesero(serie de televisión)

- Datos: Q3924787